# 보통학교용 언문 철자법
보통학교용 언문 철자법(普通學校用諺文綴字法)은 1912년에 조선총독부가 정한 한국어 맞춤법이며, 근대에 처음으로 작성된 한국어 맞춤법이다. 서언(緒言) 4항과 철자법 16항으로 이루어진다.

## 경위
1446년에 조선왕조에서 한글이 훈민정음의 이름으로 반포된 이후 한글의 철자는 성문화된 맞춤법 없이 관습적으로 실시되어 왔다. 근대에 이르러 1907년에는 대한제국 학부(學部)에 국어 연구소가 설치되어 한국어 맞춤법을 정비하는 작업이 시작되었으나 1910년 한일병합에 의해 그 작업은 조선총독부로 인계되었다.
조선총독부에서는 한일병합 후 보통학교의 한국어 교과서에 사용하는 한글 철자를 정리, 통일하기 위하여 철자법을 정하기로 했다. 작업에서는 고쿠부(國分象太郞), 시오카와(鹽川一太郞), 신조(新庄順貞), 다카하시(高橋亨), 강화석(姜華錫), 어윤적(魚允迪), 유길준(兪吉濬), 현은(玄櫽) 등이 위원을 맡았으며 1911년 7월 28일부터 11월에 걸쳐 다섯 번 회의를 진행하여 1912년 4월에 철자법을 확정시켰다.
이 철자법은 그 후 1921년에 “보통학교용 언문 철자법 대요(普通學校用諺文綴字法大要)”로서 개정된다.

## 개요
보통학교용 언문 철자법은 그때까지 이뤄졌던 한국어의 관습적 표기법을 정리하여 성문화시킨 것이다. 따라서 표기의 기본은 발음대로 적는 종전의 표음주의적 표기법이었다. 또 서울 방언을 표준으로 삼는 것도 여기서 정해졌다.

### 아래아의 폐지
중세 한국어에 있었던 모음 ‘ㆍ’(아래아. 15세기의 추정 음가 [ʌ])는 16세기부터 그 음가를 잃기 시작하며 18세기 후반에는 한국어 음소로서 소멸되었다. 그러나 문자로서의 ‘ㆍ’는 그 후 20세기 초까지 관습적으로 계속 사용되어 왔다. 보통학교용 언문 철자법에서는 고유어의 표기에서 ‘ㆍ’를 폐지하고 실제 발음에 맞추어 ‘ㅏ’ 또는 ‘ㅡ’로 표기하기로 했다. 다만 한자음의 표기는 종전의 관습적 표기법을 따랐기 때문에 ‘ㆍ’가 유지되었다.

### 관습적 표기법의 일부 폐지
현실 발음에 맞추어 자음 자모와 모음 자모의 조합 중 몇몇을 바꿔 적기로 했다.
1. 고유어에서 설음 자모 ‘ㄷ, ㅌ’과 반모음 /j/를 수반한 모음 자모 ‘ㅑ, ㅕ, ㅛ, ㅠ’의 조합을 인정하지 않는다. 즉 그때까지 ‘댜’와 같이 표기되어 왔던 것은 실제 발음이 /자/이기 때문에 실제 발음과 떨어진 ‘댜’와 같은 표기를 하지 않기로 했다.
2. 고유어에서 ‘ㅏ’와 ‘ㅑ’, ‘ㅓ’와 ‘ㅕ’, ‘ㅗ’와 ‘ㅛ’, ‘ㅜ’와 ‘ㅠ’ 두 가지 표기가 있을 수 있는 것은 ‘ㅏ, ㅓ, ㅗ, ㅜ’로 적는 것만 인정한다. 구체적으로는 치음 자모 ‘ㅈ, ㅊ, ㅅ’ 등에서 ‘쟈, 죠’ 등을 인정하지 않고 ‘자, 조’ 등만 인정했다.

다만 한자음의 표기는 종전의 관습적 표기법을 따랐기 때문에 이와 같은 표기법은 한자음의 표기에 적용되지 않았다.

### 받침의 표기
받침의 표기에는 한 글자 받침 ‘ㄱ, ㄴ, ㄹ, ㅁ, ㅂ, ㅅ, ㅇ’과 두 글자 받침 ‘ㄺ, ㄻ, ㄼ’ 열 가지만 인정했다.
| 1912년 철자법 | 현행 맞춤법 |
| ------------- | ----------- |
| 들어간다      | 들어간다    |
| 먹엇소        | 먹었소      |
| 붉은빗        | 붉은 빛     |

체언, 용언의 어간은 되도록 어미와 구별해서 적기로 되어 있지만 받침 글자가 열 가지밖에 없기 때문에 어간과 어미를 확실히 구분해서 적지는 못했다. 현행 맞춤법에서 ‘ㄷ, ㅈ, ㅌ, ㅄ’과 같이 적히는 것들은 아래와 같이 표기되어 형태소가 항상 동일하게 적히지 않았다.
| 1912년 철자법 | 현행 맞춤법   |
| ------------- | ------------- |
| 엇고 ― 어덧다 | 얻고 ― 얻었다 |
| 젓고 ― 저젓다 | 젖고 ― 젖었다 |
| 갓흔          | 같은          |
| 놉흔          | 높은          |
| 갑슬          | 값을          |
| 밧글          | 밖을          |
| 빗츨          | 빛을          |

### 된소리의 표기
된소리 표기는 ‘ㅺ, ㅼ, ㅽ, ㅾ’과 같이 왼쪽에 ‘ㅅ’을 덧붙이는 방법만 인정하고 ‘ㅂ’을 사용하는 ‘ㅳ, ㅄ’이나 현행 맞춤법처럼 동일 자모를 나란히 쓰는 방법은 인정되지 않았다.

### 기타
부사를 만드는 어미는 ‘-히’로만 적기로 했다.
| 1912년 철자법 | 현행 맞춤법 |
| ------------- | ----------- |
| 놉히          | 높이        |
| 가벼히        | 가벼이      |

장모음을 표시할 때는 한글 왼쪽 어깨에 ‘・’ 표를 달았다.

### 일본어 표기 규정
일본어를 표기하기 위한 규정이 맨 마지막에 적혀 있다. ‘ス, ツ’를 ‘수, 두’로 적는 점이 현재와 다르다. 또 일본어 탁음(濁音)의 표기는 일본어 맞춤법을 따라 ‘가゛’와 같이 한글 오른쪽 어깨에 탁점(濁點) ‘゛’ 표를 달았다. “보통학교용 언문 철자법 대요”에는 탁음 표기에 ‘ᅁ(ガ행), ᅅ(ザ행), ᅂ(ダ행), ᅄ(バ행)’과 같이 특수한 표기법을 사용했다.

## 참고 문헌
- 朝鮮總督府(1917) “朝鮮語法及會話書” (金敏洙・河東鎬・高永根編 “歴代韓國文法大系” 第2部 第17冊, 塔出版社, 1977에 수록됨)
- 劉昌淳(2003) “國語近代表記法의 展開”, 太學社

## 같이 보기
- 언문 철자법